# Азнаури
Азнау́ри (груз. აზნაური) — грузинский дворянский титул.

## История
Азнаури были лично свободными, но в феодальной иерархии стояли ниже тавади (лицо высшего слоя феодалов), эристави (крупные феодалы) и мтавари (правители, князья). Представители сословия азнаури были освобождены от податей, имели права владения населёнными землями, а также строительства крепостей на своих землях. Носители этого звания входили в царские и княжеские дружины.
После вхождения Грузии в Российскую империю грузинское дворянство было уравнено в правах с российским. В 1850 году высочайшим указом списки дворянских родов Имерети и Гурии также были внесены в «Бархатную книгу» дворянских родов Российской империи.